# 国防军外籍成员及志愿者
國防軍外籍成員及志願者（英語：Wehrmacht foreign volunteers and conscripts）是指在第二次世界大戰期間於德意志國防軍服役的大約一百萬外國志願者和應徵入伍者。

## 概述
國防軍外籍成員及志願者包括比利時人、捷克人、荷蘭人、芬蘭人、丹麥人、法國人、匈牙利人、挪威人、波蘭人、葡萄牙人、瑞典人、瑞士人、英國人、愛爾蘭人、愛沙尼亞人、拉脫維亞人以及立陶宛人。至少有47000名西班牙人在藍色師服役。
一些估計表明，有600000至1400000名蘇聯公民（俄羅斯人和其他非俄羅斯人的少數民族）加入了德意志國防軍。這些部隊通常在德國軍官的指揮下作戰。